# Ронко Бриантино
Ро̀нко Бриантѝно (на италиански: Ronco Briantino, на западноломбардски: Runc, Рунк) е малко градче и община в Северна Италия, провинция Монца и Брианца, регион Ломбардия. Разположено е на 247 m надморска височина. Населението на общината е 3452 души (към 2010 г.).
До 2004 г. общината е част от провинция Милано.